# コソボ社会主義自治州

コソボ社会主義自治州
Социјалистичка Аутономна Покрајина Косово (セルビア語)
Krahina Socialiste Autonome e Kosovës (アルバニア語)

SFRユーゴスラビアにおけるSAPコソボの位置

コソボ社会主義自治州（コソボしゃかいしゅぎじちしゅう、セルビア・クロアチア語:Социјалистичка Аутономна Покрајина Косово / Socijalistička Autonomna Pokrajina Kosovo、アルバニア語:Krahina Socialiste Autonome e Kosovës）は、ユーゴスラビア社会主義連邦共和国（SFRJ）の構成国であるセルビア社会主義共和国（SRセルビア）にあった、2つの自治州のうちのひとつである。1974年に設置され、1990年まで存続した。

## 歴史
コソボ・メトヒヤ自治州は、1970年代を通して、ユーゴスラビア連邦、そしてセルビアの枠内で次第に自治権を拡大していった。1974年のユーゴスラビア憲法改正に伴って、自治州は正式に「コソボ社会主義自治州」となり、ユーゴスラビアの他の自治州とほぼ同等の地位を得るまでに至った。「メトヒヤ」の呼称はアルバニア人の間では使われていなかったために州名から外され、代わって社会主義志向を明確にするために「社会主義」の語が加えられた。ユーゴスラビア憲法、およびセルビア憲法によって自治州の地位が定められるとともに、コソボ社会主義自治州は独自の憲法を持つようになった。コソボ社会主義自治州には独自の政府が置かれ、大統領評議会を持つなどの高度な自治権を獲得した。また、ユーゴスラビアの大統領評議会の議席を持ち、拒否権も含めて他のユーゴスラビアの構成国と同等の地位に置かれた。
アルバニア人によって占められるコソボの支配者たちは、コソボを自治州から共和国に昇格させ、完全に他のユーゴスラビアの構成国と同等にすることを求め続けていた。1980年にヨシップ・ブロズ・チトーが死去すると、この要求は一挙に拡大した。1981年3月、アルバニア人の学生らがコソボの独立を求めて抗議運動を起こした。まもなく状況は急速に激化し、州全域に広がる暴力を伴う激しい集団暴動へと発展した。ユーゴスラビア連邦当局はこれを厳しく鎮圧して騒動を収めた。非アルバニア人のコソボへの移入が増加し、アルバニア人と非アルバニア人との間での民族的緊張は高まり、暴力を含む衝突は増加していった。
1986年、スロボダン・ミロシェヴィッチがセルビア共産主義者同盟の党首となると、まもなくコソボおよびヴォイヴォディナの支配権を奪った。1987年にはアルバニア人による大規模な衝突へと発展した。1989年6月28日、ミロシェヴィッチは多数のセルビア人を前にしてコソヴォ・ポリェのガジメスタン（Gazimestan）にて、1389年のコソボの戦いの600周年記念を祝福した。ミロシェヴィッチのこの時の演説は、ミロシェヴィッチによる支配時代の幕開けとして記録に残るものであり、その後に続くコソボの危機を引き起こした重要な出来事のひとつであった。セルビア民族主義の要求の具現化もまた、コソボ危機の重要な原因のひとつである。
1989年、ミロシェヴィッチはコソボの自治権を剥奪し、1971年以前のコソボ・メトヒヤ自治州の状態へと差し戻した。こうしてコソボ社会主義自治州は終わりを迎え、コソボ・メトヒヤ自治州へと引き継がれた。

## 民族構成
1981年の国勢調査では、州の人口は1,584,441人であった。これは社会主義自治州が存続していた期間に行われた唯一の国勢調査であった。その民族別の内訳は:
- 1,226,736人 アルバニア人 (77.4%)
- 236,526人 セルビア人 (14.9%)
- 58,562人 ムスリム人 (3.7%)
- 34,126人 ロマ (2.2%)
- 12,513人 トルコ人 (0.8%)
- 8,717人 クロアチア人 (0.6%)
- 2,676人 ユーゴスラビア人 (0.2%)
- 4,584人 その他 (0.2%)

?アルバニア人の旗
?イタリア人の旗
?ウクライナ系人・ルシン人の旗
?チェコスロバキア人の旗
?ドイツ人の旗
?トルコ人の旗
?ハンガリー人の旗
?ブルガリア人の旗

## 政治
唯一の政党はコソボ共産主義者同盟であり、これはユーゴスラビア共産主義者同盟の下部組織である。社会主義自治州の憲法は、州内において最高の法である。

## 首脳

### 首相
行政委員会議長
- ファディル・ホッジャ （Fadil Hoxha、1945年 - 1953年）

行政委員会議長
- ファディル・ホッジャ （Fadil Hoxha、1953年 - 1963年）
- アリ・シュクリ（Ali Shukri、1963年 - 1967年5月）
- イリヤ・ヴァキッチ（Ilija Vakić、1967年5月 - 1974年5月）
- ボゴリュブ・ネデリコヴィッチ（Bogoljub Nedeljković、1974年5月 - 1978年5月）
- バフリ・オルチ（Bahri Oruçi、1978年5月 - 1980年5月）
- リザ・サピンジヤ（Riza Sapindžija、1980年5月 - 1982年5月）
- イメル・プラ（Imer Pula、May 1982年5月 - 1984年5月）
- リュボミル・ネオ・ボルコヴィッチ’Ljubomir Neo Borković、1984年5月 - 1986年5月）
- ナムジ・ムスタファ（Namzi Mustafa、1986年5月 - 1987年5月）
- カチュシャ・ヤシャリ（Kaqusha Jashari、1987年5月 - 1989年5月）
- ニコラ・シュクレリ（Nikolla Shkreli、1989年5月 - 1989年）
- ドゥアト・ヤシャニツァ（Daut Jashanica、1989年）
- ユスフ・ゼイヌラフ（Jusuf Zejnullahu、1989年12月4日 - 1990年7月5日）

### 大統領
人民解放委員会議長
- メフメド・ホッジャ（en:Mehmed Hoxha、1944年1月1日 - 1945年7月11日）

人民会議議長
- ファディル・ホッジャ（Fadil Hoxha、1945年7月11日 - 1953年2月20日; 1967年6月24日 - 1969年5月7日）
- イスメト・シャチリ（Ismet Saqiri、1953年2月20日 - 1953年12月12日）
- ジョルジイェ・パイコヴィッチ（Đorđije Pajković、1953年12月12日 - 1956年5月5日）
- パヴレ・ヨヴィチェヴィッチ（Pavle Jovićević、1956年5月5日 - 1960年4月4日）
- ドゥシャン・ムゴシャ（Dusan Mugoša、1960年4月4日 - 1963年6月18日）
- スタノイェ・アクシッチ（Stanoje Akšić、1963年6月18日 - 1967年6月24日）
- イリアズ・クルテシ（Ilaz Kurteshi、1969年5月7日 - 1974年）

幹部会議長 
- ジャヴィト・ニマニ（Xhavit Nimani、1974年 - 1981年）
- アリ・シュクリウ（Ali Shukriu、1981年 - 1982年 ）
- コル・シコラ（Kolë Shiroka、1982年 - 1983年）
- シェフチェト・ネビフ・ガシ（Shefqet Nebih Gashi、1983年 - 1985年）
- ブラニスラヴ・スケンバレヴィッチ（en:Branislav Skembarević、1985年 - 1986年）
- バイラム・セラニ（Bajram Selani、1986年 - 1988年）
- レムジ・コルゲツィ（Remzi Kolgeci、1988年 - 1989年4月5日）
- フュセン・カイドムチャイ（Hysen Kajdomçaj、1989年6月27日 - 1990年4月11日）